# La seconda casa non si paga mai
La seconda casa non si paga mai (Vacation house for free) è un docu-reality statunitense, andato in onda dal 2014 al 2016 su HGTV e trasmesso in Italia dalla versione italiana della rete.

## Format
La trasmissione, segue l'attività di Matt Blashaw, nelle ristrutturazioni di abitazioni acquistate a prezzi ribassati, al fine di affittarle per pagare le rate del mutuo. Al termine del mutuo effettuato dai proprietari per l'acquisto delle abitazioni, la casa sarà totalmente ripagata e sarà a disposizione dei possessori.

## Episodi
| Edizione         | Episodi | Prima TV USA | Prima TV Italia |
| ---------------- | ------- | ------------ | --------------- |
| Prima edizione   | 13      | 2014-2015    | 2015            |
| Seconda edizione | 13      | 2016         | 2016-2017       |

### Stagione 1[3]
| nº | Titolo                       | Prima TV USA | Prima TV Italia |
| -- | ---------------------------- | ------------ | --------------- |
| 1  | Casa vacanze                 | 2014         | 2015            |
| 2  | Fuga a Monteray              | 2014         | 2015            |
| 3  | Casa in riva al mare         | 2014         | 2015            |
| 4  | Al lago Tahoe                | 2014         | 2015            |
| 5  | Casa a Hilton Head           | 2014         | 2015            |
| 6  | Casa a Jersey Shore          | 2014         | 2015            |
| 7  | –                            | 2014         | 2015            |
| 8  | Condominio su Virginia Beach | 2015         | 2015            |
| 9  | Paradiso a Cape Escape       | 2015         | 2015            |
| 10 | Cottage sul lago             | 2015         | 2015            |
| 11 | Paradiso sul lago            | 2015         | 2015            |
| 12 | Fuga a Cape                  | 2015         | 2015            |
| 13 | Sogno nel deserto            | 2015         | 2015            |

### Stagione 2
| nº | Titolo                   | Prima TV USA | Prima TV Italia |
| -- | ------------------------ | ------------ | --------------- |
| 1  | Paradiso in Florida      | 2016         | 2016            |
| 2  | Riposarsi a Key Largo    | 2016         | 2016            |
| 3  | Fuga a Port St. Joe      | 2016         | 2016            |
| 4  | Un salto nel passato     | 2016         | 2016            |
| 5  | Vacanze a Las Vegas      | 2016         | 2016            |
| 6  | Vacanza a La Jolla       | 2016         | 2017            |
| 7  | Oasi a Sedona            | 2016         | 2017            |
| 8  | Relax vista vigne        | 2016         | 2017            |
| 9  | Rifugio montano          | 2016         | 2017            |
| 10 | Relax in Sud Carolina    | 2016         | 2017            |
| 11 | Sogno vista mare         | 2016         | 2017            |
| 12 | Paradiso al lago         | 2016         | 2017            |
| 13 | Rifugio sul monte Hunter | 2016         | 2017            |